# Колорадо-Ривер
Колорадо-Ривер (англ. Colorado River Indian Reservation) — индейская резервация, расположенная на Юго-Западе США вдоль реки Колорадо.

## История
Резервация была создана в 1865 году федеральным правительством США для мохаве и чемеуэви, которые населяли этот район на протяжении веков. Часть племён хопи и навахо были переселены в Колорадо-Ривер в 1945 году.

## География
Резервация расположена на Юго-Западе США на границе двух штатов — Аризоны и Калифорнии. Основная территория находится в западной части округа Ла-Пас, Аризона; меньшая —  в юго-восточной части округа Сан-Бернардино и на северо-востоке округа Риверсайд, Калифорния.
Общая площадь резервации составляет 1 202,128 км², из них 1 184,89 км² приходится на сушу и 17,238 км² — на воду. Большая часть суши находится в долине Паркер (англ. Parker Valley). Административным центром Колорадо-Ривер является город Паркер. Река Колорадо — самая большая рекреационная и живописная достопримечательность резервации.

## Демография
| Год переписи                    | Нас. |  | %±    |
| ------------------------------- | ---- |  | ----- |
| 2000                            | 9201 |  | —     |
| 2010                            | 8764 |  | −4,7% |
| 2020                            | 8431 |  | −3,8% |
| 2000–2020 U.S. Decennial Census |      |  |       |

По данным федеральной переписи населения 2000 года, в резервации проживало 9 201 человек.
Согласно федеральной переписи населения 2020 года в резервации проживало 8 431 человек, насчитывалось 3 491 домашнее хозяйство и 5 306 жилых домов. Средний доход на одно домашнее хозяйство в индейской резервации составлял 39 863 доллара США. Около 25,4 % всего населения находились за чертой бедности, в том числе 33,8 % тех, кому ещё не исполнилось 18 лет, и 16,3 % старше 65 лет.
Расовый состав распределился следующим образом: белые — 3 198 чел., афроамериканцы — 84 чел., коренные американцы (индейцы США) — 2 796 чел., азиаты — 58 чел., океанийцы — 14 чел., представители других рас — 942 чел., представители двух или более рас — 1 339 человек; испаноязычные или латиноамериканцы любой расы составили 2 861 человек. Плотность населения составляла 7,01 чел./км².
Индейцы в основном живут в городе Паркере и в статистически обособленной местности Постон. В 2015 году насчитывалось 4 277 мохаве, чемеуэви, хопи и навахо, входивших в объединённое племя индейцы Колорадо-Ривер (англ. Colorado River Indian Tribes).

## Экономика
Экономика Колорадо-Ривер основана на сельском хозяйстве и туризме. Плодородные земли около реки и доступная вода позволяют производить сельскохозяйственную продукцию, такую как хлопок, люцерна, пшеница, фуражное зерно, латук посевной и дыни. В настоящее время возделывается около 34 196 гектаров земли, и еще 20 234 га доступны для застройки. 